# Црква Свете Тројице (Антарктик)
Црква Свете Тројице (рус. Церковь Святой Троицы) је мала руска православна црква на острву Краља Џорџа у близини руске истраживачке станице Белингсхаузен на Антарктику. То је најјужнија православна црква у свијету.
Амбициозан пројекат подизања трајне цркве или чак манастира на Антарктику појавило се током 1990—их година. Добротворна организација под називом "Храм за Антарктик" (рус. Храм-Антарктиде) је одобрен од стране тадашњег руског патријарха Алексија II накан чега су прикупљене донације широм Русије. Организован је конкурс за идејни пројекат на којем су побједили архитекти из Алтајске Покрајине, П. И. Анисифиров, С. Г. Рибак и А. Б. Шмит.
Црква је изграђена у традиционалном руском стилу. Има дрвену конструкцију и висока је око 15 метара. Може да прими до 30 вијерника. Дрвена конструкција је изграђена од сибирског бора од стране алтајских столара, затим је демонтирана и камионима превезена из Сибира до Калињинграда на Бајкалској обали, а онда бродом допремљена до острва Краља Џорџа. Састављена је на узвишењу изнад Белингсхаусенове станице у близини морске обале од стране особља станице и под надзором оца Калистрата.
Иконостас цркве су иконописали палешки сликари, а црквена звона је наручио потомак Сергеја Муравиова Апостола.
Црква је освјештана 15. фебруара 2004. године, од стране епископа и игумана Тројице-Сергијеве лавре, који су специјално за ову прилику посјетили Антарктик, заједно са низом других свештеника, ходочасника и спонзора.
Црквено особље је уједно и особље станице и ту борави током цијеле године, са једним или два православна свештеника који волонтирају на овом антарктичком задатку. Неки чланови особља станице, укључујући и свештеника Калистрата овдје бораве већ неколико година.
Задатак свештеника је да се моле за душе 64 руских истраживача који су погинули на Антарктика у експедицијама, као и да служе духовне потребе особља станице Белингсхаусен и других околних станица. Поред руских поларних истраживача, цркву често посјећују њихове колеге из оближњих чилеанских, пољских, корејских и других истраживачких станица, као и разни туристи. За добробит латиноамеричких посјетилаца, неке црквене литургије се обављају и на шпанском језику.
Повремено, свештеник крштава нове присталице хришћанства у Јужном океану. Дана 29. јануара 2007. године, свештеник ове цркве је обавио, вјероватно прво, црквено вјенчање на Антарктику. Супружници су били чланица руске научне базе Анђелина Жулдбина и члан чилеанске антарктичке базе, Едуардо Аљега Илабаца, који се том приликом крстио у православној цркви.
Рад свештеника није искључиво везан за цркву. Када нису заузети са црквеним пословима, свештеници су укључени у помогању општег одржавања Белингсхаусен станице.